# 나나에촌 (이바라키현 사시마군)
나나에촌(七重村)은 이바라키현 사시마군에 일찍이 존재했던 촌이다. 현재의 반도시 북부에 해당한다.
마을 이름은 7개의 촌이 합병된 데서 유래했다. 동시에 이와이정에 합병된 시치카촌도 마찬가지다. 

## 역사
- 1889년 4월 1일 - 정촌제 시행에 의해 사시마군 나나에촌이 성립하였다.
- 1955년 9월 15일 - 이와미정, 나나고촌, 나카가와촌, 가미오미촌, 이지마촌, 유마타촌, 나가스촌과 합병해 새로운 이와미정이 성립하여, 동일 나나에촌이 폐지되었다.